# 索尔韦格·居尔布兰森
索尔韦格·居尔布兰森（挪威語：Solveig Gulbrandsen，1981年1月12日—），挪威女子足球运动员。她曾代表挪威参加2000年和2008年夏季奥林匹克运动会足球比赛，获得一枚金牌。